# Propulsió a reacció
La propulsió a reacció és una tècnica que permet fer avançar un cos. Es basa sobre el principi d'acció-reacció de Newton. La força de propulsió és de fet una aplicació de la conservació de la quantitat de moviment d'un sistema global (vehicle + combustible + aire contingut dins de les turbines). Quan el gas és expulsat per la part de darrere, la conservació de la quantitat de moviment implica que el vehicle avança.
Per tal que funcioni, un sistema de propulsió a reacció necessita una font d'energia i una font de massa. En funció d'aquestes fonts, ho dividim en diferents classes.